# Qièyùn

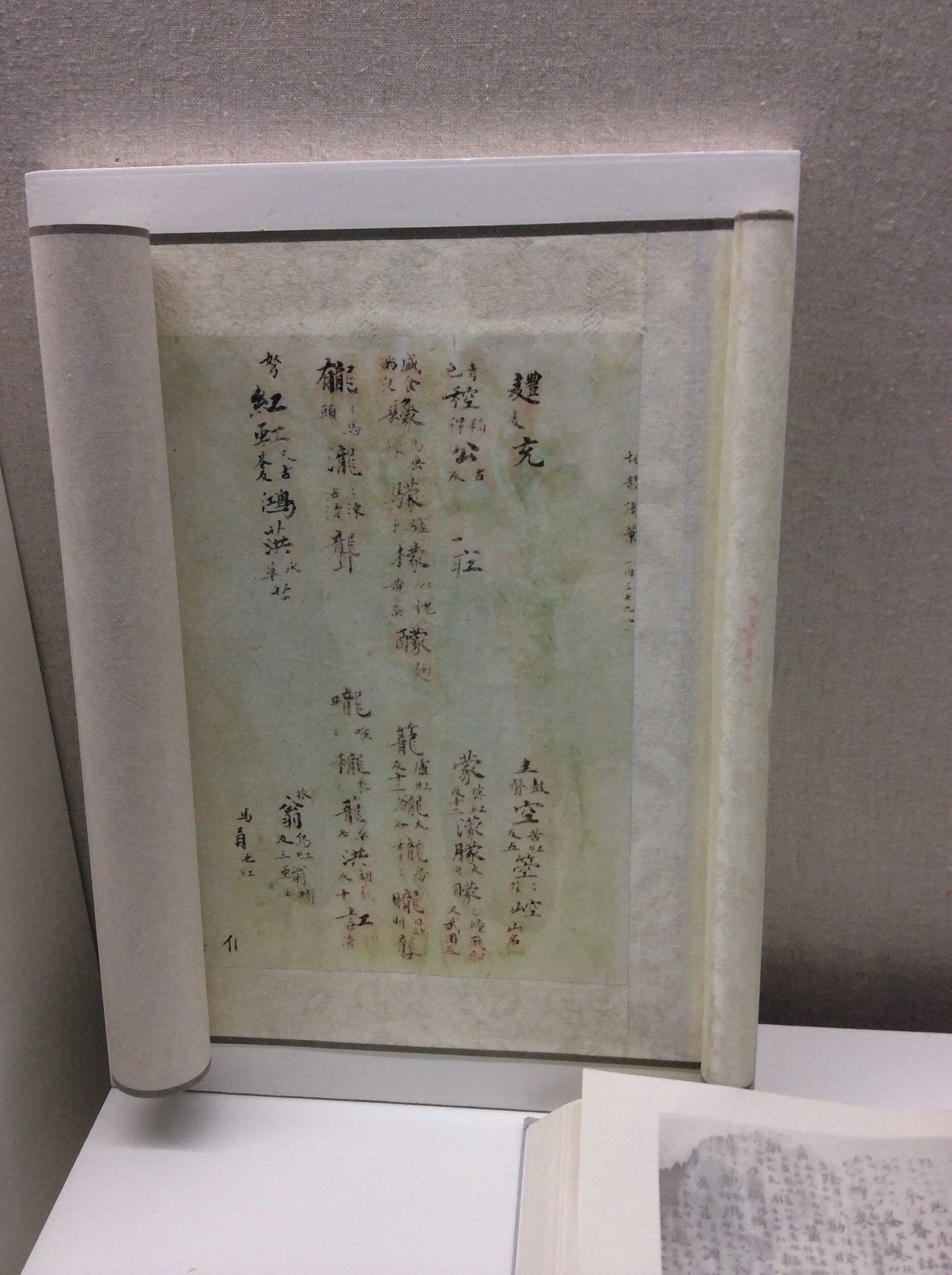
Exhibición de Qieyun (切韻) en el Museo del Diccionario Chino, en Huangcheng Xiangfu

El Qièyùn (en chino tradicional, 切韻; en chino simplificado, 切韵; pinyin, Qièyùn) es un diccionario de pronunciación del idioma chino, completado en el año 601 por Lù Fǎyán (陸法言). El Qièyùn fue una de las primeras obras lexicográficas chinas concebida como una guía normativa de la pronunciación de los caracteres chinos, y la única que ha llegado hasta la actualidad. En su redacción participaron ocho eruditos reunidos en la casa de Lu Fayan en Chang'an (actual Xi'an), la capital de la dinastía Sui, según cuenta el propio Lu en el prefacio a la obra.
La importancia de esta obra radica en el carácter no fonético de la escritura china, que ha llevado a la existencia desde la antigüedad de enormes discrepancias regionales y temporales en la manera de pronunciar la lengua escrita. El Qièyùn recoge pronunciaciones normativas de los caracteres basadas en soluciones de compromiso entre los usos del norte y el sur, lo cual explica la gran aceptación que recibió la obra en toda el área cultural de lengua china. La influencia del Qièyùn en los siglos siguientes sería enorme y fue la base de reediciones y reelaboraciones con comentarios y añadidos, como el famoso Guangyun de la dinastía Song, cuatro siglos posterior a la obra original de Lu Fayan.
El Qièyùn utiliza el sistema de rimas conocido como fǎnqiè para reflejar la pronunciación de los caracteres, siendo la obra más antigua que ha sobrevivido hasta la actualidad en la que se utiliza este método de representación fonética.

## Historia
En el prefacio de la obra, Lu Fayan explica cómo en una reunión en su casa, él y otros ocho hombres discutieron sobre la pronunciación correcta de los caracteres. Entre los ocho hombres presentes, además de Lu Fayan, se encontraban cinco letrados procedentes de la ciudad norteña de Yexia y tres de la ciudad sureña de Jinling. Dadas las fuertes discrepancias entre la lengua culta del norte y la del sur, las discusiones se habrían centrado en determinar las pronunciaciones más extendidas o aceptadas, adoptando soluciones de compromiso entre el uso del norte y el del sur.  Según el propio Lu Fayan, habrían sido precisamente dos de los participantes del sur, los eruditos Yan Zhitui y Xiao Gai, los que mayor influencia tuvieron sobre la compilación de pronunciaciones, lo que explica el posible sesgo general en favor de la pronunciación sureña. Esta es la interpretación más aceptada en la actualidad, defendida por el estudioso Zhou Zumo en un artículo publicado en 1966. Con el tiempo se ha descartado la idea que antaño defendió el prestigioso sinólogo Bernhard Karlgren, según la cual el Qièyùn recogería el lenguaje propio de la capital Chang'an. Los estudios en las últimas décadas refuerzan la tesis de Zhou Zumo sobre el carácter sintético e interregional del Qièyùn.
El éxito del Qièyùn la convirtió en la obra normativa por excelencia para la pronunciación culta del chino durante varios siglos, en especial durante la dinastía Tang. El prestigio de la obra se refleja en las numerosas ediciones, con frecuencia acompañadas de comentarios anejos, que se sucederían durante los siglos siguientes. Asimismo, los demás libros de rimas anteriores, seis de los cuales aparecen mencionados en el prefacio del Qièyùn, se han perdido debido al escaso interés en conservar obras que a partir del Qièyùn se consideraban superadas.
De las numerosas reproducciones y ampliaciones de la obra, la más importante fue el Guangyun, redactada bajo la dirección del erudito Chén Péngnián (陳彭年) y completada en los primeros años del siglo XI, durante la dinastía Song. El Guangyun sería la versión del Qièyùn que se utilizaría como guía normativa de pronunciación durante varios siglos y la única versión conservada del Qièyùn hasta que después de la Segunda Guerra Mundial se descubrió otra versión más antigua, compilada por Wáng Rénxù (王仁煦) durante la dinastía Tang.

## Estructura de la obra
En las obras lexicográficas chinas más antiguas la pronunciación de los caracteres chinos, que fonéticamente corresponden a una sílaba, se indicaba simplemente por equivalencia o analogía con otros caracteres más conocidos, y no existía ningún tipo de teoría fonológica sobre la pronunciación del chino. Durante el siglo anterior a la publicación del Qièyùn en el año 601, se descubrió que la pronunciación de las sílabas chinas podía clasificarse según cuatro tonos (el chino, tanto en sus estadios más antiguos como en sus variedades actuales es una lengua tonal). Estos tonos recibieron los nombres de píng (平, "llano"), shàng (上, "ascendente"), qù (去, "saliente") y rù (入, "entrante"). Junto al descubrimiento de los tonos, es también en esta época cuando se sistematiza el estudio de la rima, al analizar las sílabas como combinaciones de una consonante inicial seguida de un componente final. Este último permite agrupar las sílabas en rimas. El análisis fonológico de la sílaba china como composición de un elemento inicial y otro final forma la base del sistema fanqie y su influencia se ha mantenido hasta la actualidad. Tanto es así que incluso en las descripciones de los sistemas de transcripción modernos, como el hanyu pinyin o el bopomofo, se hace uso de este tipo de análisis fonológico en el que se combinan de forma cartesiana los elementos iniciales y finales.
El Qièyùn se divide en cinco volúmenes (juàn, 卷) en que los caracteres se clasifican primero por el tono y después por la rima. Los dos primeros volúmenes contienen los caracteres pronunciados en tono llano, el más frecuente, mientras que los otros tres volúmenes corresponden a los otros tres tonos, ascendente, saliente y entrante, respectivamente. Cada volumen, por su parte, se divide en grupos de caracteres homófonos marcados por un círculo o botón (niǔ, 紐), y cuya pronunciación se glosa mediante un carácter que representa el sonido del elemento inicial y otro que representa el sonido de la rima. A los dos caracteres indicadores de la pronunciación se les añade uno de los caracteres fǎn (反) o qiè (切), de origen incierto, y que dan nombre al estilo fanqie de glosar las pronunciaciones.